# アドワの戦い

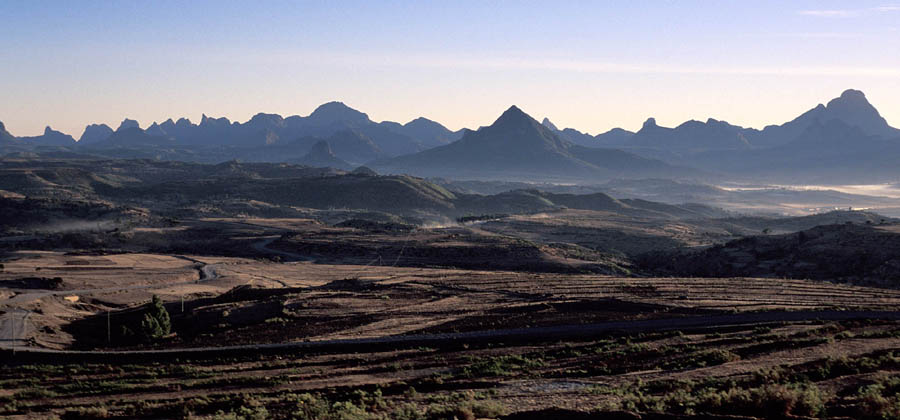
現在のアドワ

アドワの戦い（アドワのたたかい）は、1896年3月1日にエチオピア軍とイタリア軍がエチオピアのティグレ州アドワ近郊で戦った会戦。この戦いの敗北が、第一次エチオピア戦争におけるイタリアの敗北を決定付けた。

## 概要
19世紀にアフリカの大部分はヨーロッパの国々により植民地化され、リベリアを除くと独立国はアフリカの角に隣接するエチオピア帝国だけであった。イタリアはこの争奪戦に出遅れ、資源に乏しいエリトリアとソマリアを領有するに留まっていた。この2つの植民地の間にあったのがエチオピアであり、更なる植民地拡大のため、エチオピアへの侵略が開始された。両軍はティグレ州で対峙した。
1896年2月に入ると、両軍とも補給に困るようになった。イタリア本国政府の圧力に負け、オレステ・バラティエリ将軍は2月29日の夜に進軍を命じた。しかし、イタリア軍は複雑な地形に手間取り、相互の連絡にも支障をきたした。エチオピア軍を指揮していたラス・マコネンは、イタリア軍の状況を詳細に観察しており、即座に軍に全面攻撃を命じた。朝にはエチオピア皇帝メネリク2世と皇后タイトゥの軍も戦闘に参加した。
イタリア軍はわずか1万4527人であったのに対し、エチオピア軍は12万人を越えていたと推測されている。エチオピア軍はイタリア軍を各所で包囲し、撤退するイタリア軍を追撃し続けた。イタリア軍は約1万1000人を失い、エチオピア軍は約1万人を失った。
主力を失ったイタリアは、アディスアベバ条約を締結し、エチオピアの承認を余儀なくされた。敗北の責任はバラティエリに押し付けられ、将軍は罷免された。
この決戦における勝利により、エチオピアは欧州列強による植民地化を回避することができたと評価されている。